# نادزیا ویسوتسکایا
نادزیا ویسوتسکایا (به انگلیسی: Nadzeya Vysotskaya) ژیمناست زادهٔ ۱۸ سپتامبر ۱۹۸۸ میلادی اهل کشور بلاروس است.